# 乐里镇 (榕江县)
乐里镇，是中华人民共和国贵州省黔东南苗族侗族自治州榕江县下辖的一个乡镇级行政单位。

## 行政区划
乐里镇下辖以下地区：
乐里镇社区、三联村、兴隆村、大寨村、本里村、保里村、上寨村、平相村、岑勒村、归洪村、高坪村、宰那村、大瑞村、小瑞村、乔勒村、归基村、那鲁村、力明村、高岗村和斗蓬村。